# Камбон, Арман
Арман Камбон (фр. Armand Cambon; 22 февраля 1819, Монтобан, Тарн и Гаронна, Франция — 14 января 1885, там же) — французский живописец академического направления. Один из создателей Музея Жана-Огюста-Доминика Энгра в городе Монтобане.

## Биография
Арман Камбон родился в городе Монтобане, департаментТарн и Гаронна, в семье нотариуса. Он был дальним родственником художника Жана-Огюста-Доминика Энгра, у которого брал уроки живописи. Одновременно по настоянию отца изучал право. В 1842 году, получив юридическое образование, вместе с отцом отправился в Париж, просился учеником в мастерскую Энгра. Однако тот, работая над проектами за пределами Парижа, отправил Камбона к живописцу Полю Деларошу.
В 1843 году, после возвращения Энгра в Париж, стал его учеником, одновременно продолжая обучаться в студии Делароша. Он также часто посещал мастерскую академического живописца Франсуа-Эдуара Пико. Он подружился с художниками Жаном-Леоном Жеромом, Жаном-Франсуа Милле, Адольфом Ивоном, братьями Ипполитом и Полем Фландренами, Франсуа Анри Назоном, Огюстом Тульмушем и Анри Гарпиньи.
Арман Камбон безуспешно участвовал в конкурсе на Римскую премию, но в период 1846—1884 годов участвовал почти во всех выставках Парижского салона. В 1863 и 1873 годах получил две медали. Его картина «Святые ангелы, приносящие Богу молитвы», выставленная в салоне 1866 года, была приобретена для церкви Сент-Эсташ в Париже. Картина, выставленная в салоне 1848 года, была приобретена государством для размещения в церкви Сент-Этьен-де-Тюльмон (Saint-Étienne-de-Tulmont). Его картина «Явление Святого Сердца святой Маргарите-Марии» (L’Apparition du Sacré-Cœur à sainte Marguerite-Marie) хранится в соборе Нотр-Дам-де-л’Ассомсьон (Вознесения Девы Марии) в Монтобане.

## Музей Энгра
Арман Камбон был верным другом Энгра. Он сыграл важную роль в решении мастера завещать родному городу предметы искусства и некоторые картины. Арман Камбон совершал многочисленные поездки между Монтобаном и Парижем. Энгр возвращался в Монтобан только один раз, на короткое время, примерно на десять дней, чтобы создать для местного собора алтарный образ «Обет Людовика XIII».
С 1854 года Арман Камбон посвятил себя организации музея Энгра, первым директором которого он стал. Музей тогда представлял собой всего лишь комнату епископского дворца. Когда Энгр умер, Камбон был назначен его душеприказчиком. Арман Камбон отвечал за инвентаризацию и классификацию предметов и рисунков, составляющих коллекции музея Энгра, ныне музея Энгра-Бурделя.
Для нового музея Камбон написал копию раннего автопортрета Энгра, датируемого 1804 годом. Она и сейчас занимает почётное место на одной из стен главного выставочного зала. Там же хранится картина А. Камбона «Галель», написанная в 1864 году и являющаяся своеобразным «поклоном» автора своему учителю. Это полотно, на котором изображена обнажённая женщина, представляет собой изящный парафраз знаменитой «Купальщицы Вальпинсона».
В одном из залов музея хранится коллекция картин Армана Камбона, завещанная в 1916 году его братом Гюставом Камбоном.
Арман Камбон скончался в Монтобане 14 января 1885 года.

## Галерея

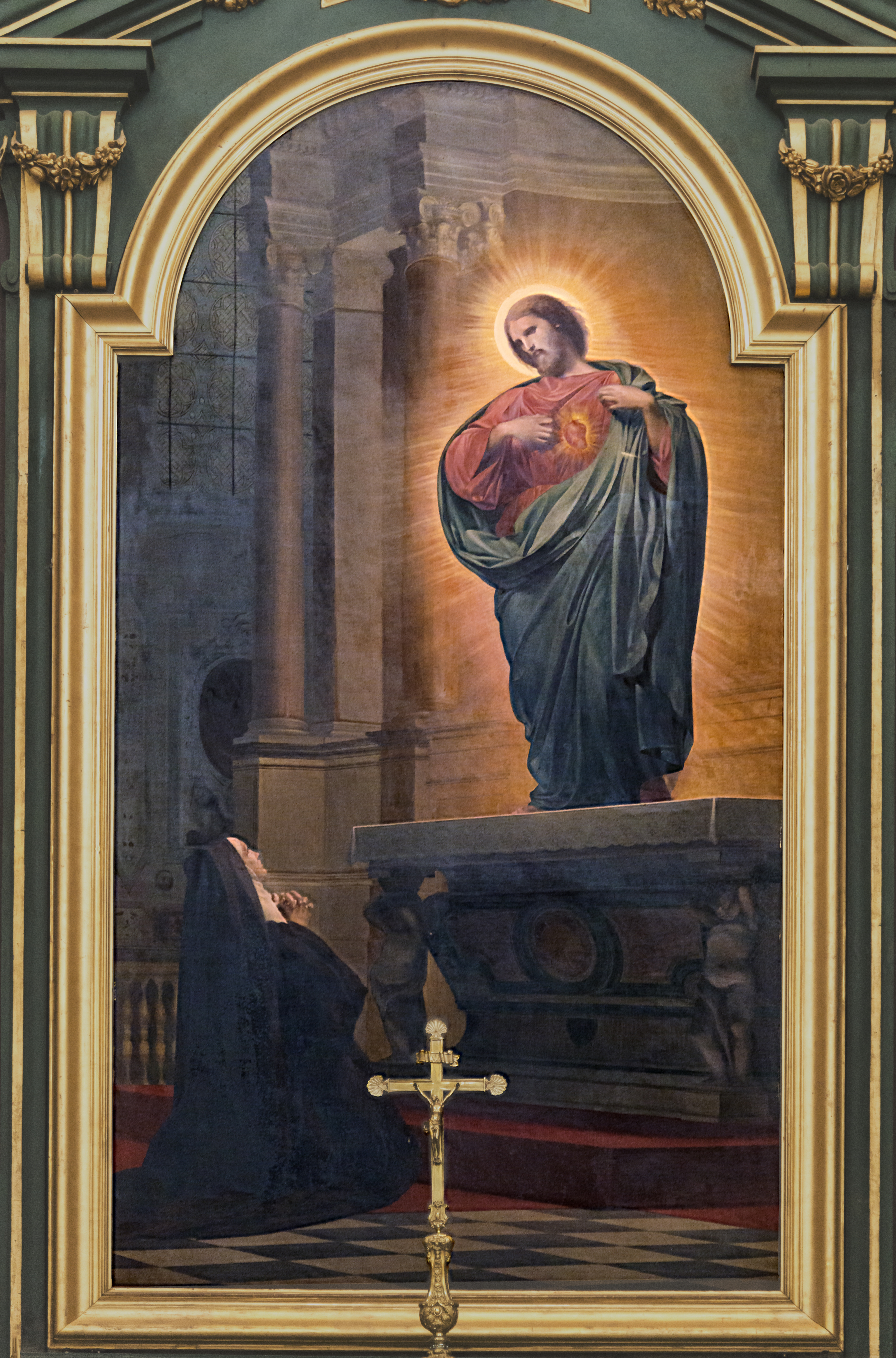
Явление Святого Сердца святой Маргарите-Марии. 1863. Холст, масло. Собор Нотр-Дам-де-л’Ассомсьон, Монтобан
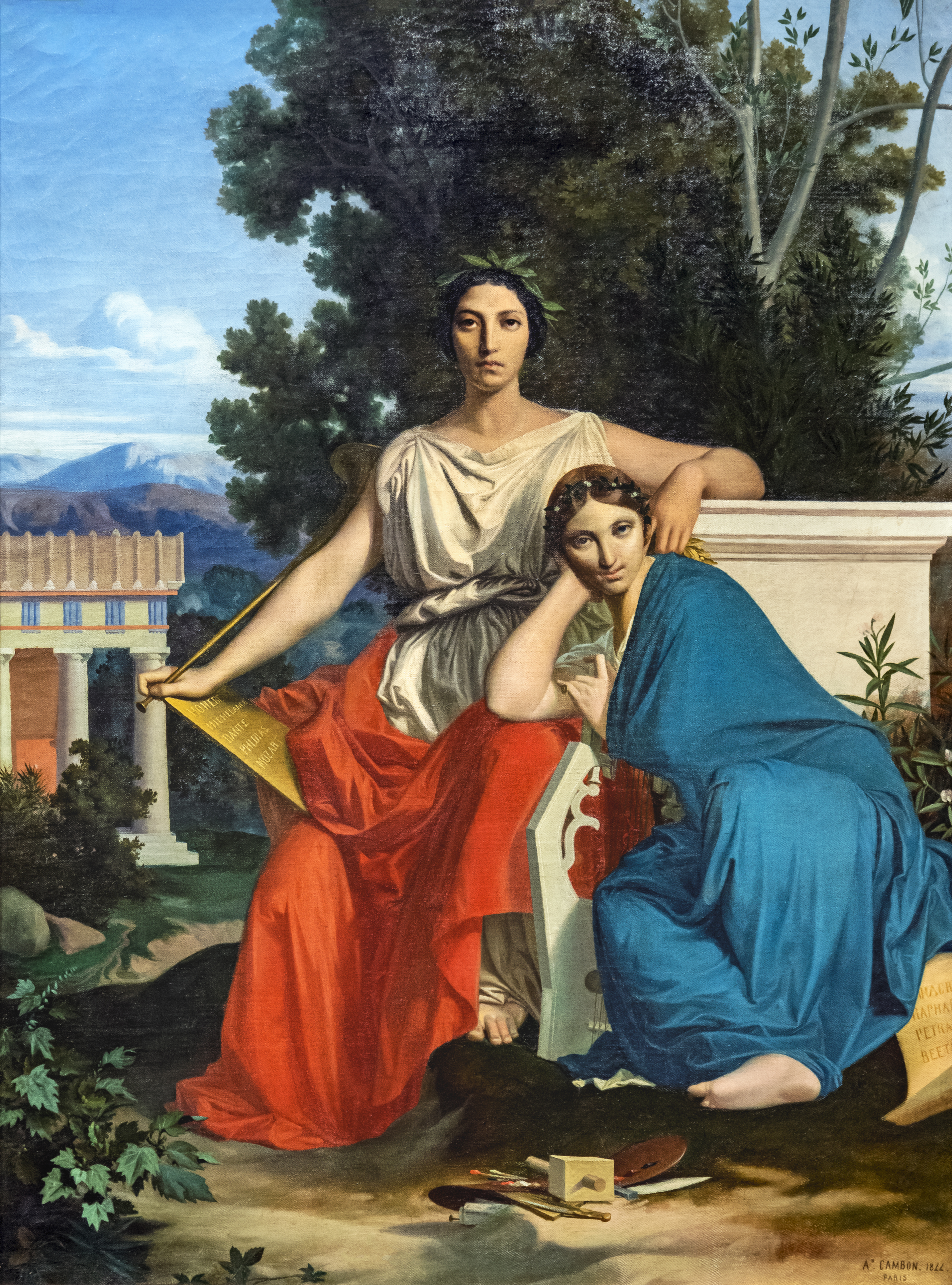
Поэзия славы и поэзия любви; Две музы. 1844. Холст, масло. Музей Энгра-Бурделя, Монтобан
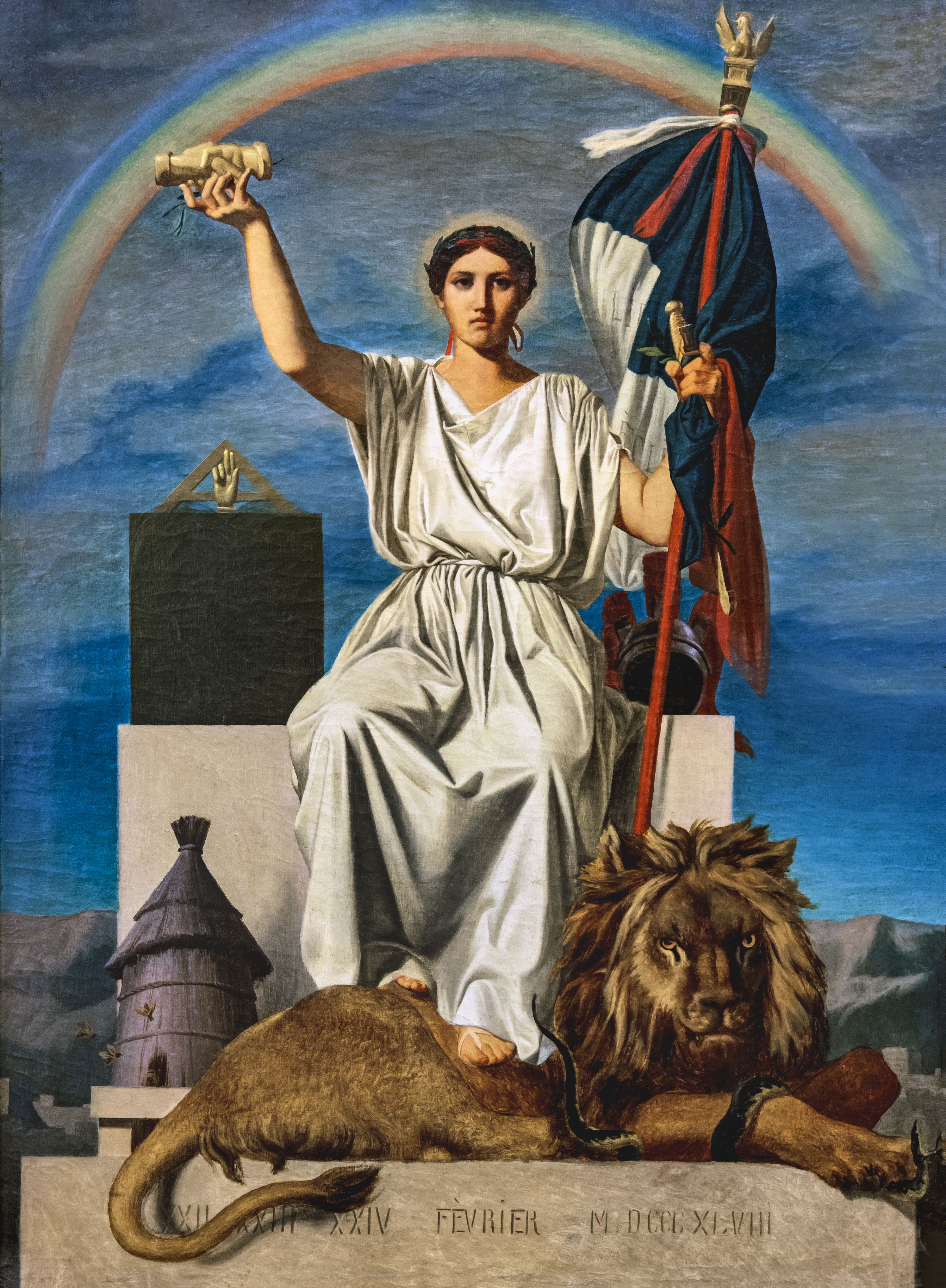
Республика. 1848. Холст, масло. Музей Энгра-Бурделя, Монтобан
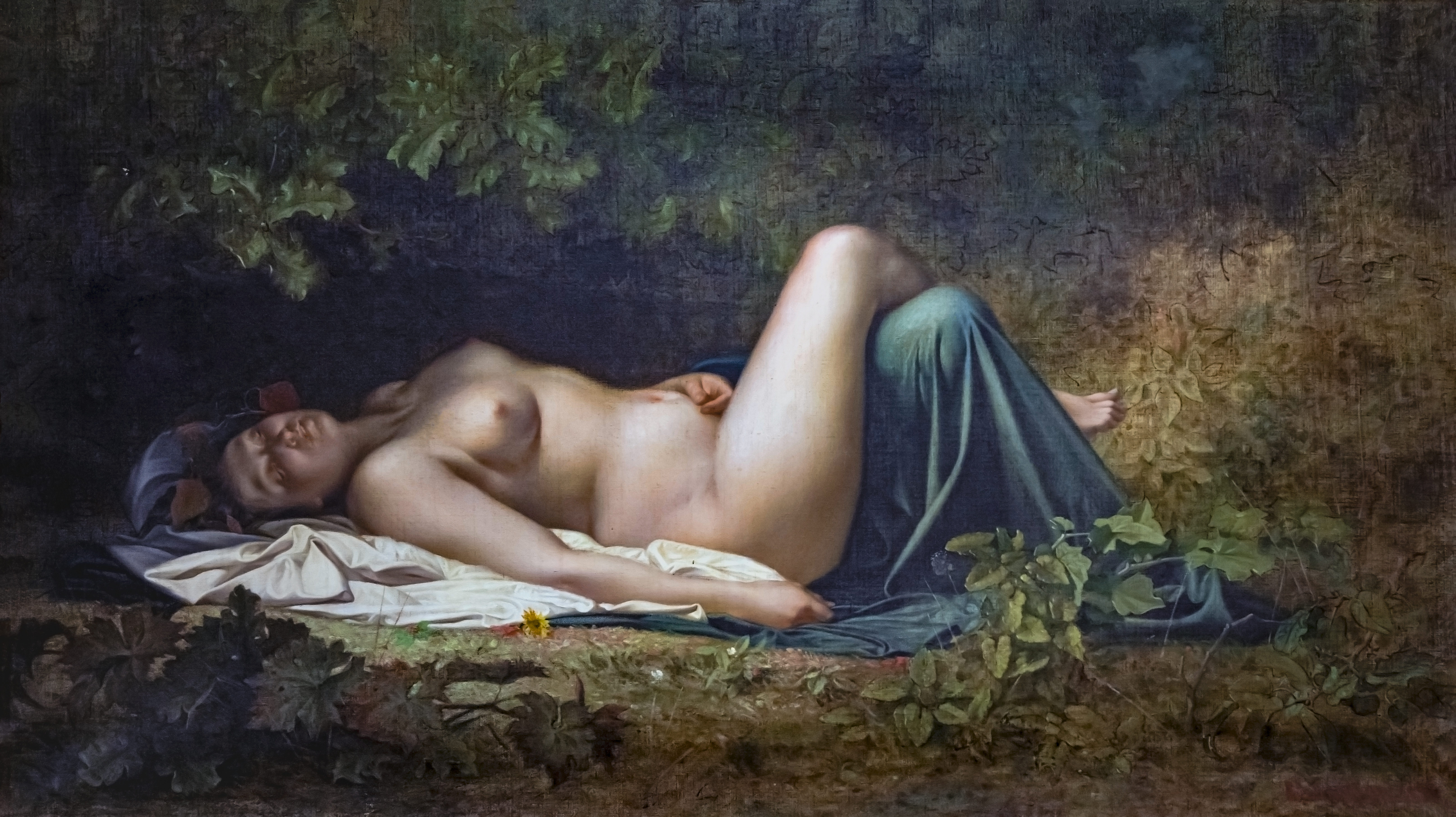
Спящая нимфа. 1850. Холст, масло. Музей Энгра-Бурделя, Монтобан
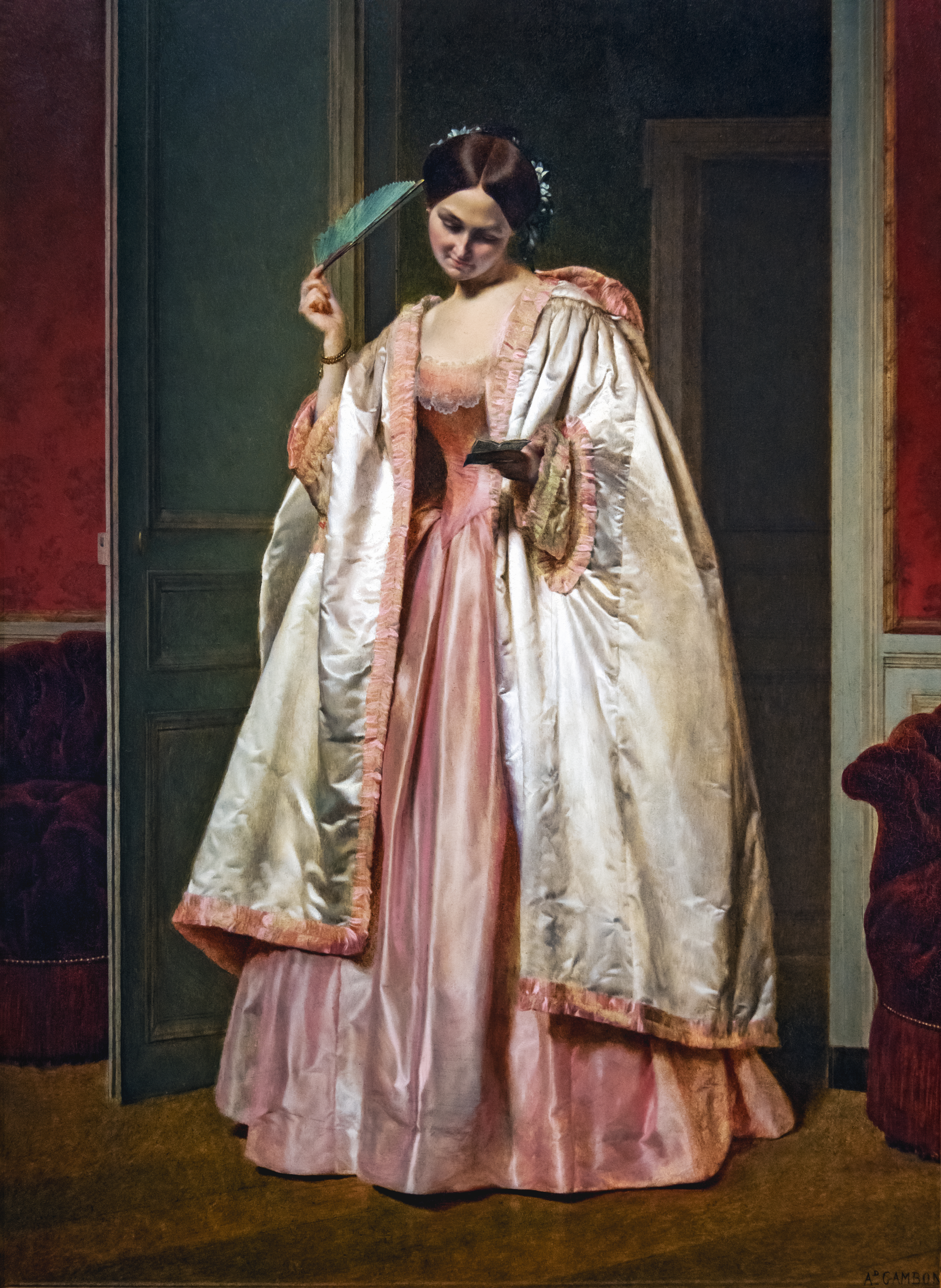
Билет. 1851. Холст, масло. Музей Энгра-Бурделя, Монтобан
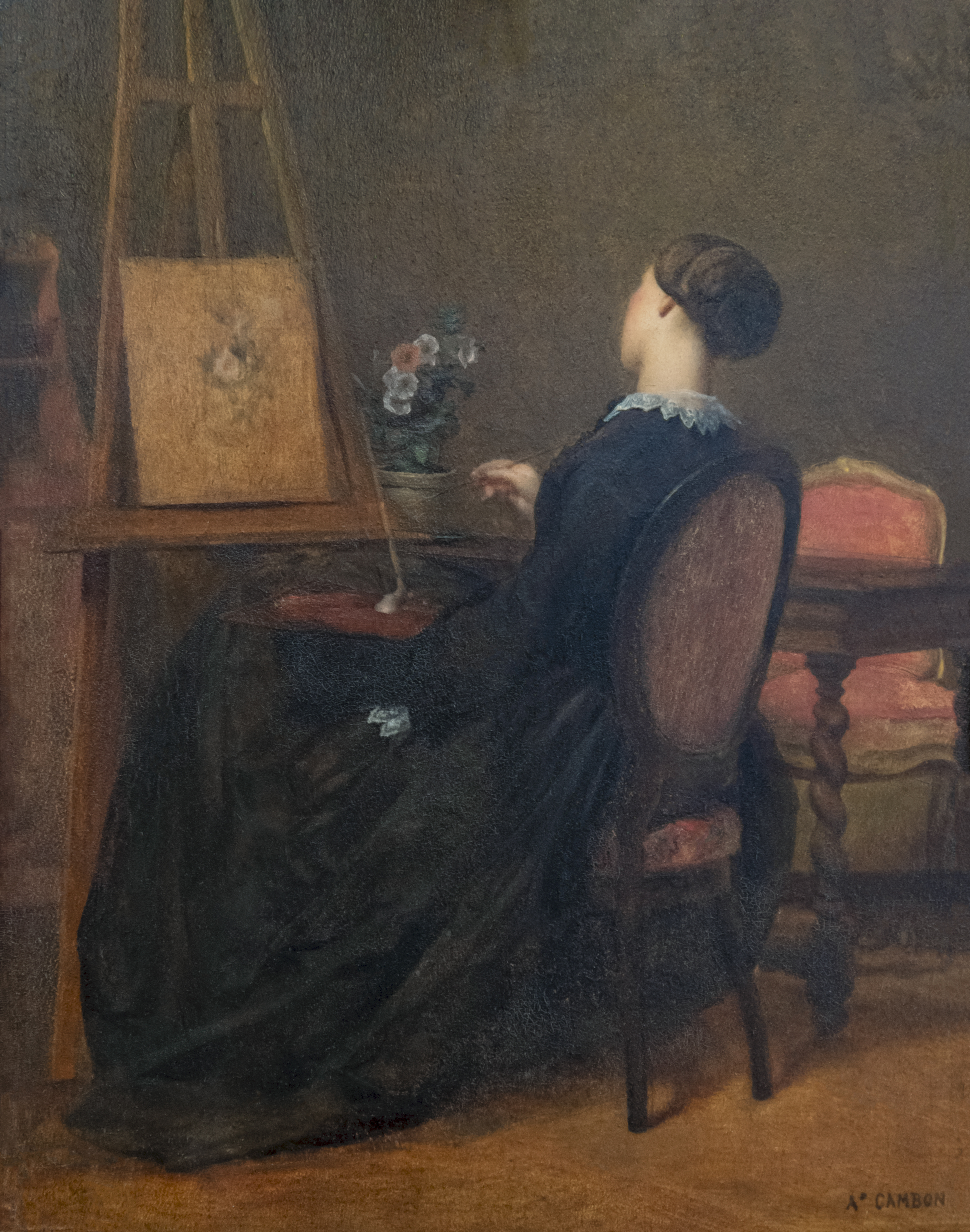
Этюд цветов. 1859. Холст, масло. Музей Энгра-Бурделя, Монтобан
Подслушивание. 1857. Холст, масло. Частное собрание
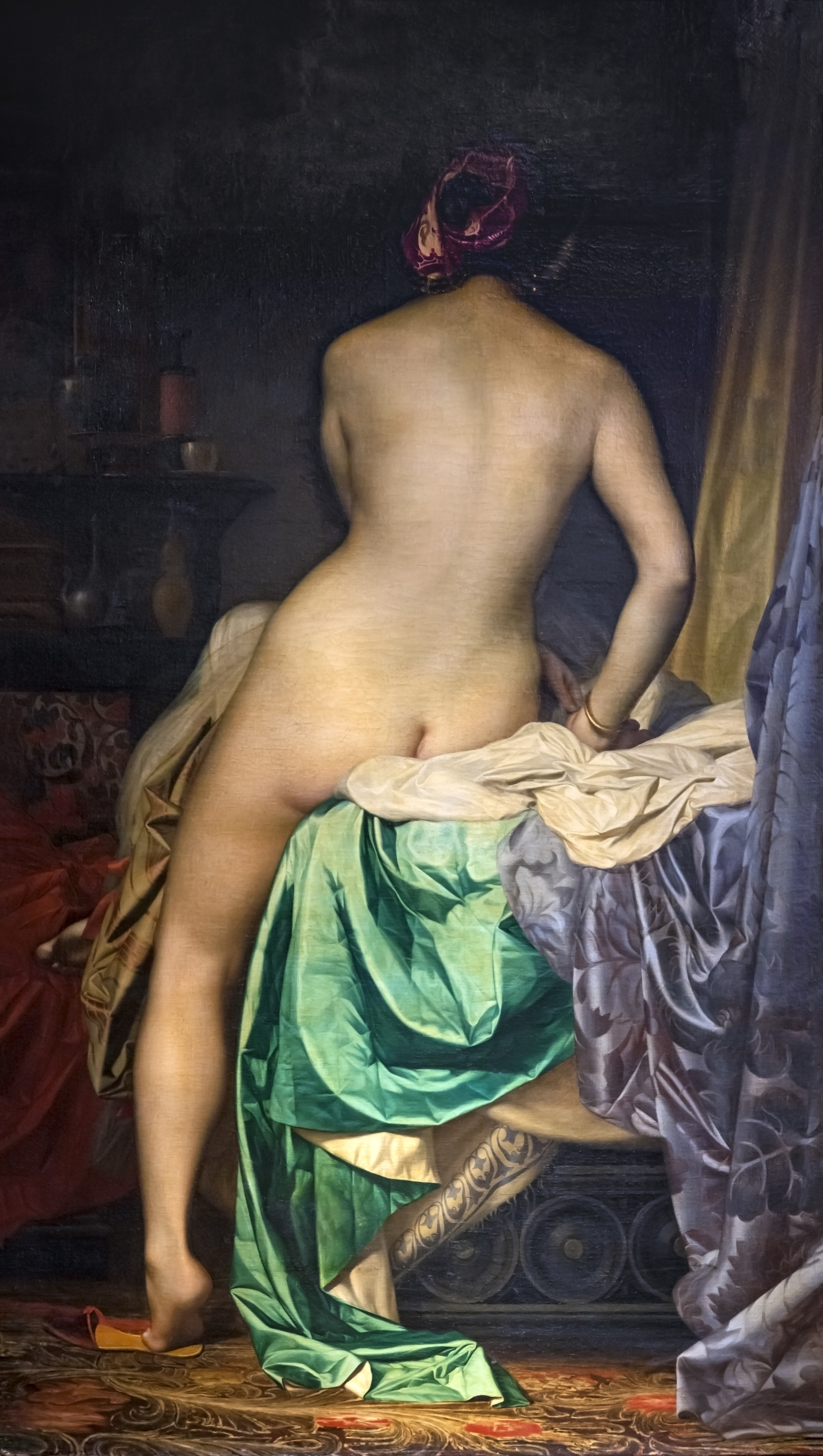
Галель. 1864. Холст, масло. Музей Энгра-Бурделя, Монтобан
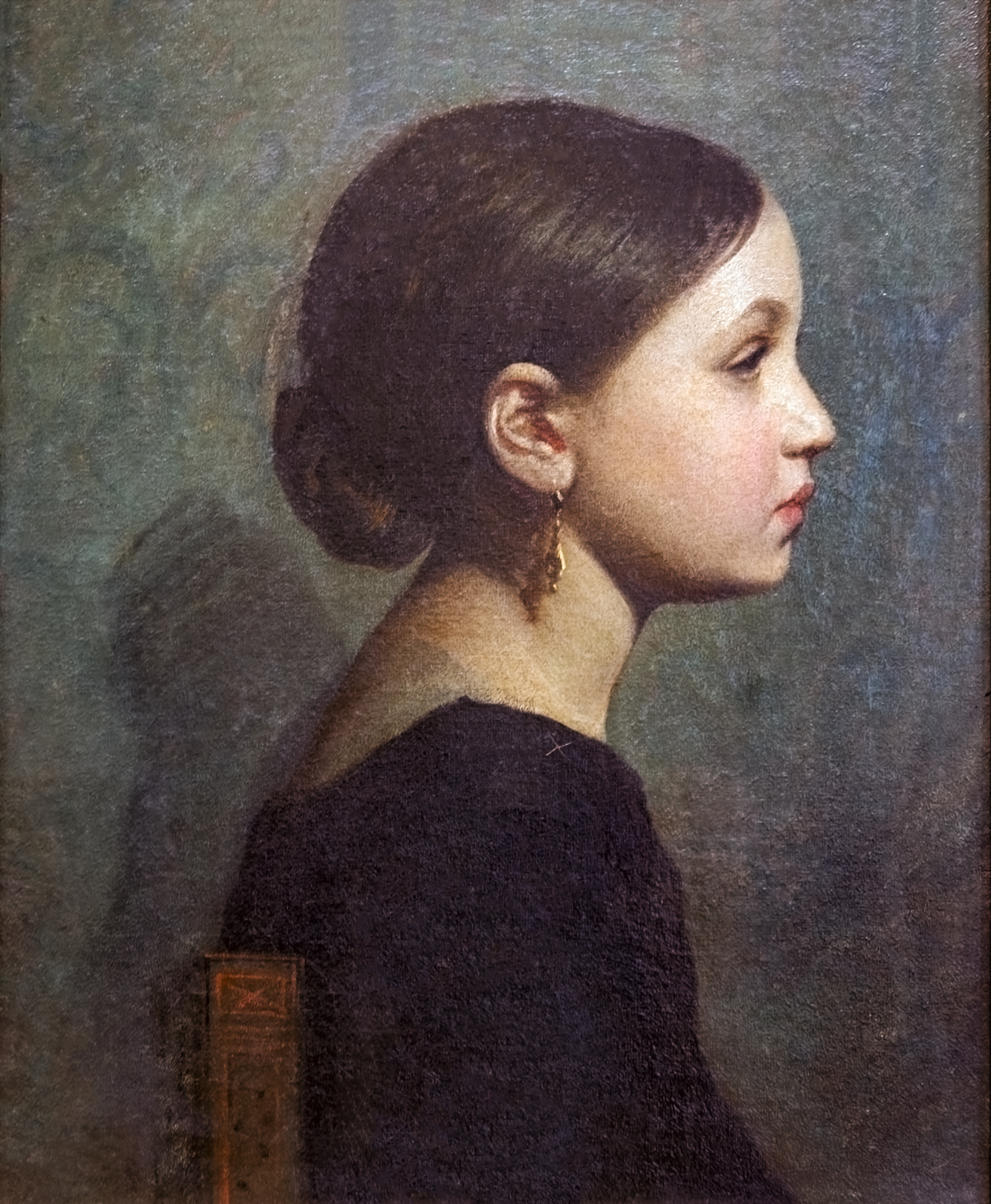
Портрет молодой девушки, или После бала. 1885. Холст, масло. Музей Энгра-Бурделя, Монтобан